# Karabin maszynowy Maxim

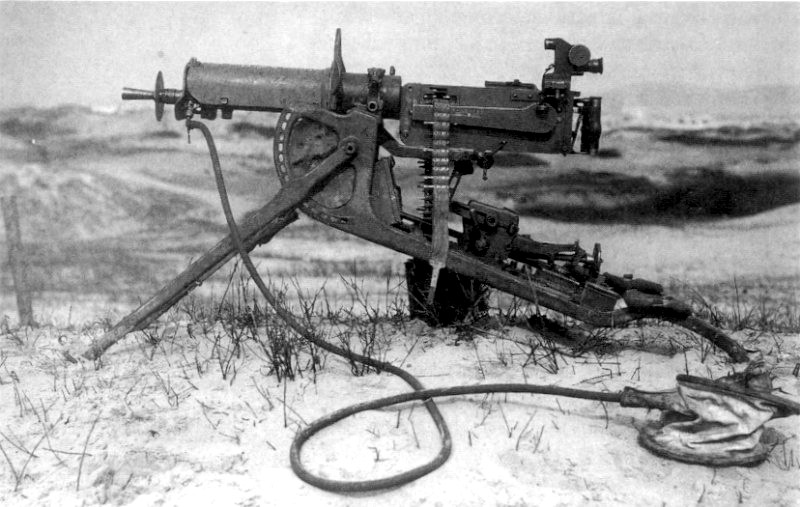
Maxim MG 08 (Niemcy)

Maxim – rodzina karabinów maszynowych, której pierwowzorem był ciężki karabin maszynowy Hirama Maxima skonstruowany w 1884 roku. Była to broń skomplikowana, droga w produkcji i wymagająca dobrze wyszkolonej obsługi, ale przewyższająca pod każdym względem używane wcześniej kartaczownice.
Na przełomie XIX i XX wieku H. Maximowi udało się sprzedać niewielką liczbę egzemplarzy swojego ckm-u największym europejskim armiom (wyjątkiem była armia francuska, która zakupiła ckm Hotchkiss). W następnych latach, wzorując się na zakupionych egzemplarzach, w krajach tych powstały nowe wersje tego ckm-u, które, zachowując schemat działania (automatyka uruchamiana krótkim odrzutem lufy, ryglowanie kolankowo-dźwigniowe), różniły się szczegółami konstrukcyjnymi i zastosowaną amunicją. Najdalej poszli konstruktorzy angielscy, którzy zmienili kierunek łamania dźwigni ryglującej, co pozwoliło na znaczne zmniejszenie wielkości komory zamkowej i w rezultacie na zmniejszenie masy ckm-u. Około 1890 roku armia brytyjska, niemiecka i amerykańska marynarka wojenna zakupiły ulepszoną wersję Maxima. Stosowany przez wojsko niemieckie podczas wojen kolonialnych, od 1899 stosowany przez kawalerie. Powszechnie używany podczas I wojny światowej.
Do najbardziej znanych pochodnych ciężkiego karabinu maszynowego Hirama Maxima należą:
- ckm Maxim MG08 (Niemcy)
- lkm Maxim MG08/15
- ckm Maxim wz. 1910 (Rosja a później ZSRR)

## Dane taktyczno-techniczne
Maxim z ok. 1890 r.:
- Kraj: Niemcy
- Masa broni: 27 kg (bez podstawy 26,6)
- Szybkostrzelność teoretyczna: 500–600 strz./min
- Chłodzenie: wodą
- Zasilanie: taśmowe
- Kaliber: 7,92 mm
- Nabój: 7,92 × 57mm Mauser

## Maxim wz.08 w WP
W połowie lat 20. ckm Maxim wz. 08 został wprowadzony na wyposażenie kawalerii WP. Istotną innowacją było ustawienie go na podstawie od ckm-u Schwarzlose, ze względu na szybkość rozłożenia.